# 1989年のNFLドラフト
1989年のNFLドラフトは、54回目のNFLドラフト。1989年4月23日から24日までの2日間ニューヨークのタイムズスクエアにあるマリオット・マーキスで開催された。
1巡から5巡までが初日の東部標準時午後0時4分から午後9時43分に行われ、6巡から12巡が2日目の午前10時から午後5時17分に行われた。
ドラフト指名順は、完全ウェーバー制で行われた。ダラス・カウボーイズが全体1位指名権でUCLAのQBトロイ・エイクマンを指名した。ドラフトで最初に指名された5名のうち、エイクマン、バリー・サンダース、デリック・トーマス、ディオン・サンダースの4名がプロフットボール殿堂入りを果たした。バリー・サンダースは前年のハイズマン賞受賞者である。

## 全体2位指名のマンダリッチ
トニー・マンダリッチは、ドラフト指名のバスト（期待外れ）としてしばしば名前があがる。
彼はスポーツ・イラストレイテッドの表紙を2回飾っている。最初が1989年4月14日号で、"The Incredible Bulk: 6'6", 315-Pound Tony Mandarich – The Best Offensive Line Prospect Ever"、2度目が1992年9月28日号で"The NFL's Incredible Bust."とタイトルがつけられた。マンダリッチはドラフト指名直後に6年1120万ドル以上でNFL新人選手史上最高額の契約を果たしたエイクマンよりも高い価値がある選手だと主張していた。
ドラフト前のスカウトコンバインでマンダリッチは8.5と1986年にボー・ジャクソンが記録した以来となる高い評価を得た。40ヤードダッシュで4秒29の数字を出したディオン・サンダースの評価は8.0、デリック・トーマスが7.7、エイクマンとブロデリック・トーマスが7.6であった。またドラフト当日、カンザスシティ・チーフスのゼネラルマネージャー、カール・ピーターソンは10年に1人の逸材で300ポンドのラインマンで彼のようにジャンプ力、総力のある選手は見たことがないと語った。また他チームの幹部もアンソニー・ムニョス、ビル・フラリックの名前を出しながら彼を高く評価した。

## 指名選手

### 1巡指名選手
| 指名順位 | チーム                             | 選手名                     | ポジション | 出身大学           |
| 1        | ダラス・カウボーイズ               | トロイ・エイクマン         | QB         | UCLA               |
| 2        | グリーンベイ・パッカーズ           | トニー・マンダリッチ       | OT         | ミシガン州立大学   |
| 3        | デトロイト・ライオンズ             | バリー・サンダース         | RB         | オクラホマ州立大学 |
| 4        | カンザスシティ・チーフス           | デリック・トーマス         | LB         | アラバマ大学       |
| 5        | アトランタ・ファルコンズ           | ディオン・サンダース       | CB         | フロリダ州立大学   |
| 6        | タンパベイ・バッカニアーズ         | ブロデリック・トーマス     | LB         | ネブラスカ大学     |
| 7        | ピッツバーグ・スティーラーズ       | ティム・ワーリー           | RB         | ジョージア大学     |
| 8        | サンディエゴ・チャージャーズ       | バート・グロスマン         | DE         | ピッツバーグ大学   |
| 9        | マイアミ・ドルフィンズ             | サミー・スミス             | RB         | フロリダ州立大学   |
| 10       | フェニックス・カージナルス         | エリック・ヒル             | LB         | LSU                |
| 11       | シカゴ・ベアーズ                   | ドネル・ウールフォード     | CB         | クレムソン大学     |
| 12       | シカゴ・ベアーズ                   | トレース・アームストロング | DE         | フロリダ大学       |
| 13       | クリーブランド・ブラウンズ         | エリック・メトカーフ       | WR         | テキサス大学       |
| 14       | ニューヨーク・ジェッツ             | ジェフ・ラーグマン         | DE         | バージニア大学     |
| 15       | シアトル・シーホークス             | アンディ・ヘック           | OT         | ノートルダム大学   |
| 16       | ニューイングランド・ペイトリオッツ | ハート・リー・ダイクス     | WR         | オクラホマ州立大学 |
| 17       | フェニックス・カージナルス         | ジョー・ウルフ             | G          | ボストンカレッジ   |
| 18       | ニューヨーク・ジャイアンツ         | ブライアン・ウィリアムズ   | C          | ミネソタ大学       |
| 19       | ニューオーリンズ・セインツ         | ウェイン・マーティン       | DE         | アーカンソー大学   |
| 20       | デンバー・ブロンコス               | スティーブ・アトウォーター | S          | アーカンソー大学   |
| 21       | ロサンゼルス・ラムズ               | ビル・ホーキンス           | DE         | マイアミ大学       |
| 22       | インディアナポリス・コルツ         | アンドレ・ライゾン         | WR         | ミシガン州立大学   |
| 23       | ヒューストン・オイラーズ           | デビッド・ウィリアムズ     | OT         | フロリダ大学       |
| 24       | ピッツバーグ・スティーラーズ       | トム・リケッツ             | OT         | ピッツバーグ大学   |
| 25       | マイアミ・ドルフィンズ             | ルイス・オリバー           | S          | フロリダ大学       |
| 26       | ロサンゼルス・ラムズ               | クリーブランド・ゲイリー   | RB         | マイアミ大学       |
| 27       | アトランタ・ファルコンズ           | ショーン・コリンズ         | WR         | 北アリゾナ大学     |
| 28       | サンフランシスコ・49ers            | キース・ディロング         | LB         | テネシー大学       |

### 2巡指名選手
| 指名順位 | チーム                             | 選手名                         | ポジション | 出身大学                       |
| 29       | ダラス・カウボーイズ               | スティーブ・ウィズニュースキー | G          | ペンシルベニア州立大学         |
| 30       | デトロイト・ライオンズ             | ジョン・フォード               | WR         | バージニア大学                 |
| 31       | クリーブランド・ブラウンズ         | ロイヤー・ティルマン           | WR         | オーバーン大学                 |
| 32       | カンザスシティ・チーフス           | マイク・エルキンス             | QB         | ウェイクフォレスト大学         |
| 33       | タンパベイ・バッカニアーズ         | ダニー・ピーブルス             | WR         | ノースカロライナ州立大学       |
| 34       | ピッツバーグ・スティーラーズ       | カーネル・レイク               | S          | UCLA                           |
| 35       | シンシナティ・ベンガルズ           | エリック・ボール               | RB         | UCLA                           |
| 36       | シカゴ・ベアーズ                   | ジョン・ローパー               | LB         | テキサスA&M大学                |
| 37       | サンディエゴ・チャージャーズ       | コートニー・ホール             | C          | ライス大学                     |
| 38       | アトランタ・ファルコンズ           | ラルフ・ノーウッド             | OT         | LSU                            |
| 39       | ダラス・カウボーイズ               | ダリル・ジョンストン           | FB         | シラキュース大学               |
| 40       | アリゾナ・カージナルス             | ウォルター・リーブス           | TE         | オーバーン大学                 |
| 41       | デンバー・ブロンコス               | ダグ・ウィデル                 | G          | ボストンカレッジ               |
| 42       | ニューヨーク・ジェッツ             | デニス・バード                 | DE         | タルサ大学                     |
| 43       | ニューイングランド・ペイトリオッツ | エリック・コールマン           | CB         | ワイオミング大学               |
| 44       | シアトル・シーホークス             | ジョー・トフレミア             | C          | アリゾナ大学                   |
| 45       | ロサンゼルス・ラムズ               | フランク・スタムズ             | LB         | ノートルダム大学               |
| 46       | ニューオーリンズ・セインツ         | ロバート・マッシー             | CB         | ノースカロライナセントラル大学 |
| 47       | デンバー・ブロンコス               | ウォーレン・パワーズ           | DE         | メリーランド大学               |
| 48       | ロサンゼルス・ラムズ               | ブライアン・スミス             | LB         | オーバーン大学                 |
| 49       | フィラデルフィア・イーグルス       | ジェシー・スモール             | LB         | 東ケンタッキー大学             |
| 50       | ヒューストン・オイラーズ           | スコット・コザック             | LB         | オレゴン大学                   |
| 51       | サンディエゴ・チャージャーズ       | ビリー・ジョー・トリバー       | QB         | テキサス工科大学               |
| 52       | ミネソタ・バイキングス             | デビッド・ブラクストン         | LB         | ウェイクフォレスト大学         |
| 53       | ロサンゼルス・ラムズ               | ダリル・ヘンリー               | CB         | UCLA                           |
| 54       | シカゴ・ベアーズ                   | デイブ・ザワッツォン           | G          | カリフォルニア大学             |
| 55       | シンシナティ・ベンガルズ           | フレッド・チルドレス           | G          | アーカンソー大学               |
| 56       | サンフランシスコ・49ers            | ウェズリー・ウォールズ         | TE         | ミシシッピ大学                 |

### 3巡指名選手
| 指名順位 | チーム                             | 選手名                   | ポジション | 出身大学                       |
| 57       | ダラス・カウボーイズ               | マーク・ステプノスキー   | C          | ピッツバーグ大学               |
| 58       | グリーンベイ・パッカーズ           | マット・ブロック         | DE         | オレゴン大学                   |
| 59       | デトロイト・ライオンズ             | マイク・アトリー         | G          | ワシントン州立大学             |
| 60       | カンザスシティ・チーフス           | ナズ・ワーゼン           | WR         | ノースカロライナ州立大学       |
| 61       | ピッツバーグ・スティーラーズ       | デレック・ヒル           | WR         | アリゾナ大学                   |
| 62       | アトランタ・ファルコンズ           | キース・ジョーンズ       | RB         | イリノイ大学                   |
| 63       | ニューイングランド・ペイトリオッツ | マーブ・クック           | TE         | アイオワ大学                   |
| 64       | ニューヨーク・ジャイアンツ         | ボブ・クラッチ           | G          | アイオワ大学                   |
| 65       | シカゴ・ベアーズ                   | ジェリー・フォンテノット | G          | テキサスA&M大学                |
| 66       | ワシントン・レッドスキンズ         | トレイシー・ロッカー     | DT         | オーバーン大学                 |
| 67       | フェニックス・カージナルス         | マイク・ザンドフスキー   | G          | ワシントン大学                 |
| 68       | ダラス・カウボーイズ               | ロンディ・ウェストン     | DE         | フロリダ大学                   |
| 69       | デンバー・ブロンコス               | ダレル・ハミルトン       | OT         | ノースカロライナ大学           |
| 70       | ニューヨーク・ジェッツ             | ジョー・モット           | LB         | アイオワ大学                   |
| 71       | シアトル・シーホークス             | エルロイ・ハリス         | RB         | 東ケンタッキー大学             |
| 72       | インディアナポリス・コルツ         | ミッチェル・ベンソン     | DT         | TCU                            |
| 73       | ニューイングランド・ペイトリオッツ | クリス・ギャノン         | DE         | サウスウェスタンルイジアナ大学 |
| 74       | グリーンベイ・パッカーズ           | アンソニー・ディルウェグ | QB         | デューク大学                   |
| 75       | ロサンゼルス・ラムズ               | ケビン・ロビンズ         | OT         | ミシガン州立大学               |
| 76       | フィラデルフィア・イーグルス       | ロバート・ドラモンド     | RB         | シラキュース大学               |
| 77       | ヒューストン・オイラーズ           | ババ・マクドウェル       | S          | マイアミ大学                   |
| 78       | ニューヨーク・ジャイアンツ         | グレッグ・ジャクソン     | S          | LSU                            |
| 79       | ニューオーリンズ・セインツ         | キム・フィリップス       | CB         | 北テキサス大学                 |
| 80       | ミネソタ・バイキングス             | ジョン・ハンター         | OT         | BYU                            |
| 81       | フィラデルフィア・イーグルス       | ブリット・ヘイガー       | LB         | テキサス大学                   |
| 82       | バッファロー・ビルズ               | ドン・ビービー           | WR         | シャドロン州立大学             |
| 83       | シンシナティ・ベンガルズ           | エリック・ウィルヘルム   | QB         | オレゴン州立大学               |
| 84       | サンフランシスコ・49ers            | キース・ヘンダーソン     | RB         | ジョージア大学                 |

### 4巡指名以降の主な選手
| 指名順位 | チーム                             | 選手名                   | ポジション | 出身大学                         |
| 85       | ダラス・カウボーイズ               | トニー・トルバート       | DE         | テキサス大学エルパソ校           |
| 86       | デトロイト・ライオンズ             | レイ・クロケット         | CB         | ベイラー大学                     |
| 87       | グリーンベイ・パッカーズ           | ジェフ・グラハム         | QB         | ロングビーチ州立大学             |
| 88       | カンザスシティ・チーフス           | スタン・ペトリー         | DB         | TCU                              |
| 90       | タンパベイ・バッカニアーズ         | アンソニー・フローレンス | DB         | ベチューン＝クックマン大学       |
| 91       | ピッツバーグ・スティーラーズ       | ジェロル・ウィリアムズ   | LB         | パデュー大学                     |
| 93       | ニューヨーク・ジャイアンツ         | ルイス・ティルマン       | RB         | ジャクソン州立大学               |
| 94       | フェニックス・カージナルス         | ジム・ワーラー           | DT         | UCLA                             |
| 95       | シカゴ・ベアーズ                   | マーカス・ポール         | DB         | シラキュース大学                 |
| 96       | ニューイングランド・ペイトリオッツ | モーリス・ハースト       | CB         | サザン大学                       |
| 100      | ニューイングランド・ペイトリオッツ | マイケル・ティンプソン   | WR         | ペンシルベニア州立大学           |
| 102      | ロサンゼルス・ラムズ               | ジェフ・カールソン       | QB         | ウィーバー州立大学               |
| 113      | ダラス・カウボーイズ               | キース・ジェニングス     | TE         | クレムソン大学                   |
| 121      | マイアミ・ドルフィンズ             | ジェフ・ユーレンヘイク   | C          | オハイオ州立大学                 |
| 126      | ニューヨーク・ジェッツ             | トニー・マーティン       | WR         | メサ州立大学                     |
| 127      | グリーンベイ・パッカーズ           | ヴィンス・ワークマン     | WR         | オハイオ州立大学                 |
| 130      | シカゴ・ベアーズ                   | マーク・グリーン         | RB         | ノートルダム大学                 |
| 132      | ニューヨーク・ジャイアンツ         | デイブ・メゲット         | RB         | タウソン大学                     |
| 141      | デトロイト・ライオンズ             | ロドニー・ピート         | QB         | USC                              |
| 142      | グリーンベイ・パッカーズ           | クリス・ジャック         | K          | テキサス大学エルパソ校           |
| 143      | カンザスシティ・チーフス           | ロブ・トーマス           | WR         | オレゴン州立大学                 |
| 146      | タンパベイ・バッカニアーズ         | クリス・モーア           | P          | アラバマ大学                     |
| 149      | ワシントン・レッドスキンズ         | A・J・ジョンソン         | CB         | サウスウェストテキサス州立大学   |
| 151      | ニューヨーク・ジェッツ             | マービン・ワシントン     | DE         | アイダホ大学                     |
| 157      | ヒューストン・オイラーズ           | ボー・オーランド         | DB         | ウェストバージニア大学           |
| 158      | ニューヨーク・ジャイアンツ         | ハワード・クロス         | TE         | アラバマ大学                     |
| 159      | ニューオーリンズ・セインツ         | フロイド・ターナー       | WR         | ノースイースタン州立大学         |
| 161      | ロサンゼルス・ラムズ               | マーク・メスナー         | LB         | ミシガン大学                     |
| 162      | フィラデルフィア・イーグルス       | ヒース・シャーマン       | RB         | テキサスA&M大学キングスビル校    |
| 173      | バッファロー・ビルズ               | ブライアン・ジョーダン   | DB         | リッチモンド大学                 |
| 174      | ピッツバーグ・スティーラーズ       | D・J・ジョンソン         | TE         | USC                              |
| 183      | サンディエゴ・チャージャーズ       | マリオン・バッツ         | RB         | フロリダ州立大学                 |
| 186      | ニューオーリンズ・セインツ         | デビッド・グリッグス     | LB         | バージニア大学                   |
| 203      | マイアミ・ドルフィンズ             | ピート・ストヤノビッチ   | K          | インディアナ大学                 |
| 205      | ロサンゼルス・レイダース           | デリック・ゲイナー       | RB         | フロリダA&M大学                  |
| 218      | ニューヨーク・ジャイアンツ         | マイロン・ガイトン       | DB         | イースタンケンタッキー大学       |
| 263      | ワシントン・レッドスキンズ         | マーク・シュレーレス     | G          | アイダホ大学                     |
| 268      | シアトル・シーホークス             | デリック・フェナー       | RB         | ノースカロライナ大学             |
| 283      | カンザスシティ・チーフス           | マーカス・ターナー       | DB         | UCLA                             |
| 303      | ミネソタ・バイキングス             | ブラッド・バクスター     | RB         | アラバマ州立大学                 |
| 312      | ピッツバーグ・スティーラーズ       | カールトン・ハッセルリグ | G          | ピッツバーグ大学ジョンズタウン校 |
| 315      | マイアミ・ドルフィンズ             | J・B・ブラウン           | DB         | メリーランド大学                 |

### 主な指名権のトレード
ロサンゼルス・レイダースは全体11位指名権、翌年3巡指名権とシカゴ・ベアーズのWRウィリー・ゴールトをトレードした。
ワシントン・レッドスキンズは全体12位指名権と前年のドラフト1巡指名権をシカゴ・ベアーズのLBウィルバー・マーシャルと契約する代わりにトレードした。
デンバー・ブロンコスは全体13位指名権をクリーブランド・ブラウンズの全体20位指名権、2巡、5巡、10巡指名権とトレードした。
インディアナポリス・コルツは全体15位指名権と翌年のドラフト1巡指名権をシアトル・シーホークスのLBフレッド・ヤングと引換にトレードした。
シアトル・シーホークスは全体17位指名権、5巡指名権及び前年のドラフト5巡指名権をフェニックス・カージナルスのQBケリー・ストーファーと引換にトレードした。
フィラデルフィア・イーグルスは全体22位指名権、翌年の4巡指名権をインディアナポリス・コルツのGロン・ソルトと引換にトレードした。
ミネソタ・バイキングスは全体24位指名権をピッツバーグ・スティーラーズのLBマイク・メリウェザーと引換にトレードした。
シカゴ・ベアーズは全体25位指名権をマイアミ・ドルフィンズの2巡、3巡指名権とトレードした。
バッファロー・ビルズの全体26位指名権は、コーネリアス・ベネット、グレッグ・ベル、エリック・ディッカーソンがからんだコルツ、ラムズとのトレードで最終的にラムズが獲得した。
シンシナティ・ベンガルズの全体27位指名権は、アトランタ・ファルコンズの2巡、4巡指名権とトレードされた。

### ドラフト外入団の主な選手
| チーム                     | 選手名                 | ポジション | 出身大学           |
| シカゴ・ベアーズ           | トム・ワドル           | WR         | ボストンカレッジ   |
| シンシナティ・ベンガルズ   | ケン・モイアー         | G          | トレド大学         |
| シンシナティ・ベンガルズ   | トッド・フィルコックス | QB         | シラキュース大学   |
| インディアナポリス・コルツ | アンソニー・パーカー   | CB         | アリゾナ州立大学   |
| ニューオーリンズ・セインツ | ジェイソン・ギャレット | QB         | プリンストン大学   |
| シアトル・シーホークス     | ロッド・スティーブンス | LB         | ジョージア工科大学 |